# Pseudautomeris lucidus
Pseudautomeris lucidus är en fjärilsart som beskrevs av Eugène Louis Bouvier 1929. Pseudautomeris lucidus ingår i släktet Pseudautomeris och familjen påfågelsspinnare. Inga underarter finns listade i Catalogue of Life.